# Fiorella Migliore
Fiorella Migliore Llanes (Asunción; 27 de enero de 1989) es una modelo, actriz, conductora de televisión y reina de belleza paraguaya, que fue coronada Miss Italia nel Mondo el 25 de junio de 2008 y Miss Mundo Paraguay el 18 de mayo de 2012.

## Biografía
Hija de Hugo Migliore y de la actriz Lourdes Llanes, tiene un hermano mayor, Giuseppe Migliore Llanes.

## Trayectoria
Antes del concurso Miss Italia Paraguay 2008 cursaba el segundo año de la carrera de Marketing y Publicidad en la Universidad Americana, además estudiaba Teatro y Declamación, también fue conductora del programa veraniego Destino Fiesta junto con dos reinas de belleza paraguayas, Yanina González y Yerutí García.
Se quedó con la corona de Miss Italia Paraguay 2008, en el marco de la elección de la representante de Paraguay en el certamen internacional Miss Italia nel Mondo 2008, en el cual también resultó vencedora obteniendo así la primera corona para su país. Fue coronada Miss Italia nel Mondo 2008 el 25 de junio de 2008. 
Fue galardonada con el Premio Foglio d’Oro en su novena edición, junto a Patricia Mirigliani, organizadora del concurso Miss Italia y Miss Italia Nel Mondo. El premio, otorgado en la Sala Empire del Hotel París de Montecarlo (Principado de Mónaco), tiene la motivación de reconocer la profesionalidad de italianos y descendientes de italianos que sobresalen a nivel mundial, y es otorgado por el periódico mensual Il Foglio Italiano, periódico mensual italiano más vendido en el mundo, dirigido por Ilio Masprone.
Actuó en la película paraguaya Universo servilleta la cual se estrenó el 12 de noviembre de 2010 y en la película 7 cajas de Tana Schembori y Juan Carlos Maneglia. En Italia participó de las series televisivas como Don Matteo, La Ladra y su tercera producción fue la miniserie Sotto il cielo di Roma (Bajo el cielo de Roma), dirigida por el canadiense Christian Duguay, y protagonizada por el actor estadounidense James Cromwell, como el Papa Pío XII.
En junio de 2011 Migliore concursó en el programa Baila Conmigo Paraguay junto con Diego Achar, exparticipante del programa argentino Soñando por Bailar, por la fundación Merendero San Jorge. Sin embargo, abandonó la transmisión un mes después para dedicarse de lleno a la película Libertad, la lucha por la independencia (2012), con el papel de Juana, cuyo protagónico comparte con su madre Lourdes Llanes y con Joaquín Serrano, Bruno Sosa Bofinger y Rafael Alfaro.
En el mes de mayo del mismo año se presentó en el Miss Paraguay 2012 donde obtuvo el título de Miss Mundo Paraguay, por lo que representó a Paraguay en el Miss Mundo 2012 realizado en Ordos, China quedando así en el top 30 el 18 de agosto del mismo año. También en 2012 apareció como anfitriona de la parada final en Asunción, como destino en el tercer episodio de la vigésima temporada del popular reality show estadounidense The Amazing Race.
Actualmente[¿cuándo?] se desempeña como conductora en el programa "Click TV". Migliore ha sido cara de las marcas publicitarias de los perfumes Sweet Care, de los refrescos Pulp, de Gillette, y de Kryolan, entre otras.

## Filmografía
| Año  | Título                 | Rol     |
| ---- | ---------------------- | ------- |
| 2010 | Sotto il cielo di Roma | Lia     |
| 2011 | Universo Servilleta    | Paola   |
| 2012 | Libertad               | Juana   |
| 2012 | 7 cajas                | Diva TV |